# Requiario

Las conquistas del rey suevo Requila entre 438 y 448.

Flavio Requiario (¿?-456) fue el tercer rey de los suevos, desde 448 hasta su muerte. Su nombre también puede verse escrito como Rekhiario[cita requerida].

## Biografía
En el año 448, ascendió al trono del reino suevo en la Gallaecia a la muerte de su padre, el rey Requila.
Su alianza inicial con los visigodos, para fortalecer su posición, abrió las puertas a la influencia goda en el reino, que se acrecentó al casarse Requiario con la hija del rey visigodo Flavio Teodorico I. 
Para conservar el poder y arreglar la relación con la aristocracia imperial dañada por el anticristianismo de su padre Requila, ferviente pagano, Requiario aceptó el catolicismo, pero a título personal, es decir, gobernaría para los cristianos como un rey cristiano y para su gente de acuerdo a sus costumbres ancestrales. Además, para demostrar su poder sobre la zona y su sumisión al emperador Honorio, acuñó monedas con ambos nombres. Son silicuas, monedas de plata que siguen el modelo romano, que mantiene el nombre y la imagen de Honorio, pero con la leyenda IVSSV RECHIARI REGES.
Devastó Vasconia, pasando a continuación a actuar contra el Imperio romano en incursiones esporádicas. Requiario saqueó, en alianza con los bagaudas vascones, la zona del valle del Ebro y, en el período entre 449 y 452, parte de la provincia Tarraconense. En el año 453, el Imperio decidió intervenir en Hispania y, gracias a la embajada del "conde de las Hispanias" Mansueto y el conde Fronto el tratado entre Requiario y el Imperio se saldó en la recuperación por parte de la autoridad imperial de la provincia Cartaginense. De esta manera, el reino suevo se extendía a la Gallaecia y la Lusitania.
En los años siguientes, sin embargo, las perturbaciones en el seno del propio Imperio romano, con la muerte de Aecio y los sucesivos emperadores, a cual más inestable, abrieron un vacío de poder en la Península que Requiario quiso aprovechar. Rompiendo el acuerdo con el Imperio, en 456 Requiario pretendió extender su dominio por toda la Península, invadiendo la Cartaginense. Cuando el conde Fronto, representante del emperador Avito y Teodorico II, federado del Imperio, le instaron a que respetase el tratado, Requiario no sólo no se retiró sino que invadió la Tarraconense, provincia que siempre había sido imperial. Pero los visigodos, sus anteriores aliados, no consentirían el fortalecimiento del reino suevo en la provincia y al mando de Teodorico II, penetraron en la península como federados del Imperio, a principios de otoño, con un gran ejército en el que había tropas auxiliares de burgundios. El viernes, 5 de octubre, ambos ejércitos se enfrentaron en la batalla del río Órbigo, a orillas del Órbigo, que se saldó con la victoria de los visigodos. Requiario huyó y se refugió en Oporto, pero al final fue capturado y posteriormente ejecutado.
A su muerte, los visigodos invadieron la Gallaecia y la Lusitania. En ese momento, se produjo la muerte del emperador romano Avito, candidato de Teodorico II, por lo que tuvo que partir hacia las Galias con parte de sus legiones, saqueando y masacrando a su paso a la población de Palencia y Astorga. Dejó el mando del territorio conquistado a Agiulfo, en Mérida. Todo parecía indicar el fin del reino suevo, y así llegó a indicarlo Idacio en su Crónica. Pero se reorganizaron en torno a Maldras, que controlaba la región bracarense y Frantán, que hacía lo mismo con la lucense. Agiulfo trató de proclamarse rey de los suevos, traicionando a Teodorico II, y proporcionando la supervivencia del reino suevo hasta 585. Cometió tal cantidad de desmanes que provocaron la sublevación de tanto de hispanos como de suevos, siendo asesinado. Entonces, entre los suevos se formaron dos bandos principales a favor de Framtán y Maldras por la sucesión de Requiario, y se inició una confusa y cruenta guerra civil.